# Дзевежево
Дзевежево (пол. Dziewierzewo) — село в Польщі, у гміні Кциня Накельського повіту Куявсько-Поморського воєводства.
Населення — 684 особи (2011).
У 1975-1998 роках село належало до Бидгощського воєводства.

## Демографія
Демографічна структура станом на 31 березня 2011 року:
|          | Загалом | Допрацездатний вік | Працездатний вік | Постпрацездатний вік |
| -------- | ------- | ------------------ | ---------------- | -------------------- |
| Чоловіки | 344     | 79                 | 236              | 29                   |
| Жінки    | 340     | 81                 | 194              | 65                   |
| Разом    | 684     | 160                | 430              | 94                   |